# ALL.Net

Logo du réseau ALL.Net

ALL.Net (Amusement Linkage Live Network) est un réseau virtuel permettant de distribuer des jeux d'arcade dématérialisés directement sur système et borne d'arcade, ainsi que la mutualisation des high scores. Ce réseau a été créé par Sega, Namco et Sammy en 2004. Le réseau est basé sur le précédent réseau utilisé VF.Net par Virtua Fighter 4 en 2001. ALL.Net est en concurrence avec des services tels que NESYS de Taito et son NESiCAxLive et le système e-Amusement de Konami.

## Description
Le réseau a été créé en 2001 par NTT-ME pour Sega. À l'origine le réseau s'appelait VF.Net et a été créé pour le jeu Virtua Fighter 4. Il permettait de sauvegarder les high scores et classements et les profils de joueurs grâce à un téléphone mobile i-mode, EZweb, Vodafone live!, ou d'un PC ou d'un smartphone compatible.
ALL.Net permet à des systèmes d'arcade de se connecter à Internet,. Le réseau est principalement utilisé pour les mises à jour de logiciels, le jeu multijoueur en ligne, permettant au joueur d'enregistrer et de sauvegarder des données, ainsi que pour  enregistrer les classements.
En 2004, Sammy et Sega fusionnent. Sammy avait déjà créé un réseau utilisé notamment pour trois jeux Atomiswave : AW-Net. À la suite de ceci, les activités jeux vidéo de sammy et Sega sont fusionnées, le service est arrêté, un réseau nommé ALL.Net est relancé, en coopération avec Namco. C'est ainsi que ALL.Net est lancé en 2004 par Sega, Sammy, ainsi que Namco. Au départ, le service était uniquement disponible au Japon, mais après une période d'essai à Hong Kong en 2008, le service a été étendu à d'autres parties de l'Asie en 2010 comme la Corée du Sud, Taiwan, Singapour et la Chine, notamment pour le jeu Sangokushi Taisen. Le service ALL.Net a été déployé en Amérique du Nord en 2006.
Au départ, c'était un réseau ISDN, jusqu'à l'utilisation de la fibre optique qui permet un échange de données de très grande capacité, ce qui a par exemple permis le jeu en multijoueur. Le reseau ISDN est toujours accessible mais ne permet pas de jouer à des jeux comme Sangokushi Taisen qui demande trop de bande passante et permet seulement de jouer à Sega Network Taisen Mahjong MJ4.

## Contenu du service
Pour bénéficier du service ALL.Net, la borne doit obligatoirement être branchée au réseau Internet. C'est par l'intermédiaire de téléphone mobile du type NTT DoCoMo ou par l'intermédiaire d'une carte à puce qui semblent correspondre au FeliCa de Sony que les paiements sont effectués. Par conséquent, cela ne fonctionne pas avec les cartes à puce Edy et Suica, il y a donc une grande différence avec la carte e-AMUSEMENT PASS de Konami.

### Via le jeu
- Mise à jour des jeux ;
- Accès au jeu multijoueur en ligne.

### Via la carte
Les services offerts via la carte varient en fonction des jeux. Certains jeux nécessite au préalable l'acquisition de cette carte sans laquelle il n'est possible de jouer.
- Sauvegarde des données de jeu ;
- Participation à divers classements.

Les sauvegardes  se font directement sur la carte, ce qui n'oblige pas à avoir une connexion active à ce moment-là alors que ce n'est pas le cas pour les cartes e-AMUSEMENT PASS et IC Card NESiCA. Par conséquent, la carte possède une capacité de stockage limitée.

## Carte
En 2010, Sega Network Taisen Mahjong MJ4 Evolution sort avec un nouveau type de carte à puce sans contact qui sauvegardent les données sur serveur.
C'est seulement depuis novembre 2011 que la centralisation des données entre Bandai Namco et Sega est effective. Côté Bandai Namco, la carte s'appelle Bana Passeport, côté Sega c'est Aime. Les deux cartes sont utilisables aussi bien sur système Nanco que Sega.

### Aime

Logo du Aime

Aime est une carte à puce lancée par Sega en novembre 2010 avec le jeu Sengoku Taisen. Elle permet de jouer aux jeux inscrits dans sa gamme et fournit les services cités ci-dessus,.

### Bana Passeport

Logo du Bana Passeport

Bana Passeport (Bandai Namco Passeport) est une carte à puce lancée par Bandai Namco en 2011. Comme la Aime, elle permet de bénéficier des services du réseau ALL.Net,. Le service a démarré en mai 2011 avec le jeu Dragon Ball Zenkai Battle Royale.

## Évolution du réseau
ALL.Net P-ras est disponible pour les systèmes d'arcade Sega Europa-R, Lindbergh, RingEdge et RingWide. Des variantes du service comme ALL.Net P-Ras engage des frais supplémentaires et ALL.Net P-Ras MULTI est uniquement disponible sur le RingEdge 2.

### ALL.Net P-ras

Logo du ALL.Net P-ras

ALL.Net P-ras fonctionne sur le système de la location. Le jeu n'est plus vendu mais devient un prêt de la part de Sega. Le coût est calculé par rapport avec la durée d'utilisation d'un jeu, calculée à l'aide de ALL.Net. Les salles d'arcade peuvent ainsi introduire de nouveaux jeux à faible coût.

### ALL.Net P-ras MULTI

Logo du ALL.Net P-ras MULTI

Sega lance en 2013 le ALL.Net P-ras MULTI pour concurrencer le NESiCAxLive de Taito. Les jeux sont dématérialisés et sont proposés au téléchargement,,. Les services ALL.Net classiques sont bien sûr disponibles.

### ALL.Net P-ras MULTI Ver.2
ALL.Net P-ras MULTI Ver.2 est accessible depuis mars 2014. Les jeux qui ont été installés via DVD-ROM peuvent maintenant accéder à la plate-forme de téléchargement et télécharger des mises à jour. En outre, certains titres peuvent utiliser la carte Aime et ses services, tel que les classements.

### ALL.Net P-ras MULTI Ver.3
ALL.Net P-ras MULTI Ver.3 est accessible depuis le 18 avril 2019. La carte système est passée du système  RINGEDGE2 conventionnelle à ALLS UX (ja). 